# Euphaedra (Xypetana) crossei
Euphaedra (Xypetana) crossei es una especie de  Lepidoptera, de la familia Nymphalidae,  subfamilia Limenitidinae, tribu Adoliadini, pertenece al género Euphaedra, subgénero (Xypetana).

## Subespecies
- Euphaedra (Xypetana) crossei crossei
- Euphaedra (Xypetana) crossei akani (Hecq & Joly, 2004)

## Localización
Esta especie de Lepidoptera y las subespecies se encuentran localizadas en Nigeria y Zaire (África). 